# Street Fighter (série de jeux vidéo)
Pour les articles homonymes, voir Street Fighter.
Street Fighter (ストリートファイター, Sutorīto Faitā) est une série de jeux vidéo de combat en un contre un développée par Capcom, dont le premier épisode est publié en 1987.
Street Fighter est l'une des plus populaires séries de jeux vidéo de combat de l'histoire. Elle revendique une large communauté de joueurs et plus de soixante millions d’exemplaires de leurs jeux vendus, notamment grâce à l'opus phare de la série, Street Fighter II, qui a lui seul fit vendre plusieurs millions d'exemplaires du titre et plusieurs dizaines de milliers de consoles de jeu de salon. Il est sorti sur un grand nombre de plates-formes.

## Historique de la série

### Street Fighter
Le premier épisode de la série est sorti en 1987, et a pour originalité de tirer profit du système analogique des boutons : la puissance des coups portés dans le jeu est proportionnelle à la pression appliquée sur les boutons. Ce système fut abandonné à la suite des abus et mauvais traitements subis par les bornes, certains joueurs n'hésitant pas à monter sur la machine et à taper du pied sur les boutons afin de viser les meilleurs scores.
Dans ce premier opus, il n'était pas possible de sélectionner d'autres personnages que Ryu pour le premier joueur, et Ken pour le second joueur. Les adversaires étaient classés par groupe de deux selon leur pays d'origine (Japon au départ, Chine, USA, Angleterre, et enfin Thaïlande). C'est Sagat qui officie en tant que boss de fin dans ce jeu.
Renommé Fighting Street à l'occasion de ses portages console, le jeu connait un succès relatif.

### SérieStreet Fighter II
La série est surtout connue pour son deuxième épisode, Street Fighter II: The World Warrior, sorti en 1991 et pour toutes les variantes (Champion Edition, Hyper Fighting, etc.) qui lui ont succédé, la dernière d'entre elles étant sortie en 2017. Des personnages venus des quatre coins de la planète se livrent à des combats en un contre un, dans un jeu où la jouabilité est particulièrement mise en avant. On peut penser que l'aspect stratégique des combats, ainsi que le système des coups spéciaux (à base d'arcs de cercle ou autres mouvements du joystick) grandement facilités par rapport à l'opus original, furent pour beaucoup dans le succès légendaire de ce jeu, qui fit vendre à lui tout seul plusieurs dizaines de milliers de consoles de jeu de l'époque (Super Nintendo et Mega Drive).
En 1992, Capcom sort Street Fighter II': Champion Edition, une version améliorée du jeu qui contient les 8 personnages de base légèrement revus plus les 4 boss de Street Fighter II originellement injouables. Certaines attaques des personnages de départ sont mises à jour.
En raison de l'important piratage subi par cette nouvelle version, Capcom sort quelque temps plus tard une mise à jour officielle nommée Street Fighter II': Hyper Fighting connu également sous le nom de Street Fighter II' Turbo au Japon. La véracité et le caractère officiel de la version Hyper Fighting fut assurée grâce à un nouveau jeu de palettes pour le logo Street Fighter II et les personnages, gardé secret jusqu'au lancement des nouvelles cartes dans les machines.
En 1993, Capcom sort Super Street Fighter II: The New Challengers, une autre référence, qui tire profit du tout nouveau système arcade CPS-2. Il se démarque par 4 nouveaux personnages, des cinématiques de fin, des thèmes musicaux et extraits de voix intégralement revus (chaque personnage dispose désormais d'un cri de K.O. et d'une voix exclusive) et de nouveaux coups spéciaux pour les personnages de départ. Suit ensuite une amélioration de ladite version appelée The Tournament Battle sur Arcade, qui inclut les tournois à 8 sur 8 bornes séparées, puis en 1994 Super Street Fighter II Turbo (Super Street Fighter II X: Grand Master Challenge au Japon) qui introduit les Super Combos (un par personnage) ainsi qu'un nouveau boss final caché : Akuma.
Dix ans plus tard, soit en 2003, Capcom sort Hyper Street Fighter II: The Anniversary Edition. Il s'agit d'un mélange de toutes les versions possibles des personnages de la série Street Fighter II alors disponibles, soit 65 itérations différentes des 17 personnages de Street Fighter II alors connus. Le choix reste cependant très tactique, certaines versions plus antérieures des personnages ayant des attaques plus puissantes que leurs versions plus récentes. Le jeu est sorti à l'occasion du quinzième anniversaire de la série, d'abord en Arcade, puis sur PlayStation 2.
En 2017, Capcom sort une dernière version pour les 30 ans de la franchise : Ultra Street Fighter II: The Final Challengers. Disponible uniquement sur Nintendo Switch, cette version se démarque par la refonte complète du design très proche de la réédition Haute Définition de la série, l'inclusion d'Evil Ryu et de Violent Ken, ainsi qu'une nouvelle version des thèmes musicaux de l'époque.

### SérieStreet Fighter Alpha
L'année 1995 marque un tournant dans la série, qui sort pour la première fois un jeu n'étant pas une réédition de Street Fighter II : Street Fighter Alpha: Warriors' Dreams (en japonais : Street Fighter Zero). L'innovation est surtout visuelle. Les graphismes de Street Fighter II étaient plus ou moins réalistes, les personnages et les décors de la série Alpha tranchent avec un style très proche du manga. On note dans cet opus l'apparition de personnages issus d'une autre franchise de Capcom : Final Fight. On y retrouve également deux revenants du tout premier opus Street Fighter : Birdie et Adon. Pour ce qui est du scénario, l'action se déroule antérieurement à celle de la série des Street Fighter II (d'où les termes de Alpha et de Zéro des titres du jeu), ce qui a permis de présenter des personnages rajeunis ainsi que d'étendre quelque peu les scénarios et les origines des personnages.
L'année suivante, les amateurs de jeux de combat ont droit à Street Fighter Alpha 2 qui connaît un énorme succès. Le jeu innove en particulier au niveau des techniques de combat avec une gestion inédite des combos. Un nouveau revenant du premier opus, Gen, ainsi que certains personnages de Street Fighter II (Zangief, Dhalsim) sont intégrés au roster. Le jeu sera d'ailleurs adapté sur Super Nintendo, malgré l'obsolescence de la console, en guise de remerciement pour le succès colossal du second opus de la franchise 5 ans auparavant.
La série Street Fighter Alpha se termine avec Street Fighter Alpha 3. Tous les éléments qui ont fait le succès des jeux précédents sont présents : un choix varié de personnages (notamment les 17 personnages de Super Street Fighter II dans les versions console, en plus des personnages de la série Alpha), un système de jeu tout aussi riche avec différents modes. Les fans lui reprocheront cependant la disparition des thèmes classiques des personnages des précédents opus (la bande son ayant été intégralement refaite), ainsi que le changement dans les manipulations à effectuer pour faire les projections et les Alpha Counters. La gestion des combos est encore affinée, avec des possibilités de juggles (frappes visant à maintenir l'adversaire en l'air) beaucoup plus étendues.
Le troisième opus verra lui aussi de nombreux portages sur console, avec de nouveaux personnages par portage, parmi lesquels le quatrième et dernier revenant du premier opus, Eagle, ainsi que l'énigmatique Ingrid.

### SérieStreet Fighter III
En 1997, la série connaît un nouveau souffle avec la sortie de Street Fighter III: New Generation ainsi que ses deux suites : Street Fighter III: 2nd Impact - Giant Attack et Street Fighter III: 3rd Strike - Fight for the Future. Tous trois sont sortis sur Dreamcast en 1999 : les deux premiers dans une compilation nommée Street Fighter III: Double Impact et le troisième séparément sous son propre nom. Ces jeux se démarquent par leur animation et leurs graphismes très détaillés (abandon par exemple du sprite mirroring, qui consiste à retourner verticalement un sprite afin de réduire l'espace disque requis par le jeu), ainsi qu'un nouveau système de jeu et de très nombreux nouveaux personnages (Seuls Ryu, Ken, Chun-Li et Akuma sont des revenants de Street Fighter II). Hélas, le haut degré de technicité de ces épisodes, la purge effectuée au niveau des anciens combattants ainsi que l'attrait grandissant du grand public pour le combat en 3D (entre autres l'explosion de la saga Tekken du concurrent Namco) à laquelle la série n'a pas réussi à répondre (échec de la série Street Fighter EX), font du troisième opus une triade de relatifs échecs commerciaux.
Capcom a cependant décidé de créer quelques années plus tard une version Online Edition, disponible sur le Xbox Live et le PlayStation Network en août 2011, qui a donné un véritable nouveau souffle au jeu. Online Edition permit à Street Fighter III de trouver enfin son public, et l'opus restera très joué malgré la sortie de Street Fighter IV de par justement cette technicité qui donne une profondeur jamais vue dans un jeu de combat, et les tournois sur le troisième opus restent fréquents de par le monde. L'engouement a donc été à fort retardement, le temps que les puristes se fassent à l'idée du renouveau de la série.

### SérieStreet Fighter IV
En 2008, Capcom sort Street Fighter IV sur borne d'arcade, puis en 2009 sur les consoles Xbox 360 et PlayStation 3, ainsi que sur PC. Une version pour la console Wii étant, selon Yoshinori Ono (producteur), « potentiellement réalisable » mais il ne voudrait pas d'une version inférieure en qualité. Le jeu est réalisé en 3D, en haute définition, mais conserve une jouabilité 2D proche des anciens titres. L'intention de Capcom étant de renouer avec le passé tout en garantissant une possible adaptation des nouveaux joueurs.
Super Street Fighter IV, nouvelle version de Street Fighter IV, fait son apparition en avril 2010 avec 10 nouveaux personnages, un rééquilibrage du jeu et un mode de jeu en ligne amélioré. Sorti d'abord sur les consoles de salon, Xbox 360 et PlayStation 3, une version arcade est annoncée pour une sortie courant de l'année 2010 au Japon.
Contrairement aux jeux précédents, Street Fighter IV et Super Street Fighter IV n'ont pas été réalisés intégralement par les équipes internes de Capcom mais aussi par la société Dimps.
En 2011, une version 3D appelée Super Street Fighter IV: 3D Edition est sortie avec le lancement de la Nintendo 3DS.
En 2011, est aussi sortie la version Super Street Fighter IV: Arcade Edition sur PC, Xbox 360 et PlayStation 3. 4 personnages et un nouvel équilibrage sont ajoutés.
En 2013, Capcom a fait connaître son intention de faire une nouvelle version du jeu. La firme a proposé aux joueurs de proposer des changements techniques propres à chaque personnage, et d'étudier les plus intéressants. Ultra Street Fighter IV est sorti le 17 avril 2014 sur borne d'arcade au Japon et est sorti le 3 juin 2014 comme contenu additionnel pour Super Street Fighter IV Arcade Edition et en version physique le 8 août sur Xbox 360, PlayStation 3 et PC. 5 nouveaux personnages dont 4 sont tirés de Street Fighter X Tekken sont ajoutés et un nouvel équilibrage est réalisé, en plus de nouveaux systèmes de jeu.

### Street Fighter V
Le 16 février 2016 sort Street Fighter V sur Microsoft Windows et PlayStation 4. Le jeu ne sort pas sur la console concurrente de celle-ci, la Xbox One de Microsoft, en raison d'un contrat de développement entre Capcom et Sony, les constructeurs de la PlayStation.
C'est le premier jeu de la franchise à être amélioré non plus par rééditions successives du jeu original, mais par des mises à jour en ligne.
Le jeu sort initialement bâclé (un mode histoire totalement absent, de multiples problèmes lors des phases de test, etc.), et cristallise initialement les critiques contre lui. Il ne parvient à fidéliser ses joueurs qu'après de nombreuses mises à jour, notamment celle intitulée A Shadow Falls, qui inclut le mode histoire scénarisé.[réf. nécessaire]

### Street Fighter 6
Capcom dévoile une première bande-annonce de Street Fighter 6 le 21 février 2022. Le jeu est sorti en 2023 sur Microsoft Windows, PlayStation 4, PlayStation 5 et Xbox Series.

## Liste des jeuxStreet Fighter

### Série originale
Tous les jeux de cette série proviennent de la société Capcom. Au Japon, Street Fighter Alpha est connu sous le nom de Street Fighter Zero.
- Street Fighter / Fighting Street (1987)
- Street Fighter II: The World Warrior (1991)
  - Street Fighter II': Champion Edition (1992)
  - Street Fighter II': Hyper Fighting (1992)
  - Super Street Fighter II: The New Challengers (1993)
  - Super Street Fighter II - The Tournament Battle (1993)
  - Super Street Fighter II Turbo (1994)
  - Hyper Street Fighter II: The Anniversary Edition (2003)
  - Super Street Fighter II Turbo HD Remix (2008)
  - Ultra Street Fighter II: The Final Challengers (2017)
- Street Fighter Alpha: Warriors' Dreams (1995)
- Street Fighter Alpha 2 (1996)
  - Street Fighter Zero 2 Alpha (1996 au Japon uniquement)
- Street Fighter III: New Generation (1997)
  - Street Fighter III: 2nd Impact - Giant Attack (1997)
  - Street Fighter III: 3rd Strike - Fight for the Future (1999)
- Street Fighter Alpha 3 (1998)
  - Street Fighter Zero 3 Upper (2001)
  - Street Fighter Alpha 3 Max (2005)
- Street Fighter IV (2008)
  - Super Street Fighter IV (2010)
  - Super Street Fighter IV: Arcade Edition (2011)
  - Ultra Street Fighter IV (2014)
- Street Fighter V (2016)
  - Street Fighter V: Arcade Edition (2018)
  - Street Fighter V: Champion Edition (2020)
- Street Fighter 6 (2023)

### Compilations
- 1997 - Street Fighter Collection sur PlayStation et Saturn réunit Super Street Fighter II, Super Street Fighter II Turbo et Street Fighter Alpha 2 Gold ;
- 1998 - Street Fighter Collection 2 sur PlayStation réunit Street Fighter II, Street Fighter II' et Street Fighter II' ;
- 1999 - Street Fighter III: Double Impact sur Dreamcast comprend Street Fighter III: New Generation et Street Fighter III: 2nd Impact - Giant Attack ;
- 2004 - Street Fighter Anniversary Collection sur Xbox et PlayStation 2 comprend Hyper Street Fighter II et Street Fighter III: 3rd Strike - Fight for the Future ;
- 2006 - Street Fighter Alpha Anthology sur PlayStation 2 qui comprend Street Fighter Alpha, Alpha 2 ainsi que la version Gold, Alpha 3 et Super Gem Fighter: Mini Mix[8],[9];
- 2018 - Street Fighter 30th Anniversary Collection sur Nintendo Switch, PlayStation 4 et Xbox One comprend Street Fighter, Street Fighter II: The World Warrior, Street Fighter II': Champion Edition, Street Fighter II': Hyper Fighting, Super Street Fighter II: The New Challengers, Super Street Fighter II Turbo, Street Fighter III: New Generation, Street Fighter III: 2nd Impact - Giant Attack, Street Fighter III: 3rd Strike - Fight for the Future, Street Fighter Alpha: Warriors' Dreams, Street Fighter Alpha 2 et Street Fighter Alpha 3.

### SérieStreet Fighter EX
La série EX, par Arika / Capcom, fut la première tentative de conversion par Capcom de Street Fighter en 3D polygonale, dans une optique de concurrencer la franchise montante de l'époque, Tekken, du concurrent Namco. Le gameplay du jeu original a dû être repensé pour intégrer le déplacement sur l'axe Z, mais la série n'a jamais connu le succès des épisodes en deux dimensions. En effet, les personnages culte de Street Fighter ont dû cohabiter avec les étranges, énigmatiques, voire improbables personnages de la firme Arika, leurs histoires et relations sont cruellement baclées (certaines changeant même entre le premier jeu et le second) et les fins des personnages négligées, ce qui ne contribua pas au succès des jeux sur arcade. Les portages PlayStation, cependant, ont eu un meilleur succès, surtout EX+ (devenu Street Fighter EX+⍺ lors du portage du jeu sur console).
- Street Fighter EX (1996)
  - Street Fighter EX + (1997)
- Street Fighter EX 2 (1998)
  - Street Fighter EX 2 + (1999)
- Street Fighter EX 3 (2000) (PlayStation 2 uniquement)

### Street Fighter: The Movie
Adapté en 1995 du film Street Fighter (1994) (film lui-même adapté de la série de jeux) de Steven E. de Souza avec Jean-Claude Van Damme, Raúl Juliá, Ming-Na Wen et Kylie Minogue, Street Fighter: The Movie est le seul Street Fighter à contenir des graphismes numérisés, ainsi qu'un mode de jeu incluant des scènes tirées du film. Copiant plus ou moins la série Mortal Kombat (et édité par la même société, Acclaim), série concurrente directe de Street Fighter malgré son style différent, ce jeu n'a pas profité du savoir-faire de Capcom malgré une maniabilité des personnages convenable et les coups spéciaux originaux des personnages respectés. Bien que le jeu soit d'une qualité décente, voire convenable, il n'offrait pas suffisamment pour faire oublier les largesses scénaristiques prises par le film et/ou se rendre indispensable à côté des autres titres de la franchise.

### Crossovers
Dans cette série, on retrouve plusieurs personnages célèbres de Street Fighter affrontant des personnages d'autres univers, tels que les X-Men, les super-héros Marvel, ou les personnages des jeux de la firme SNK.
- Marvel vs.
  - X-Men vs. Street Fighter (1996) Capcom
  - Marvel Super Heroes vs. Street Fighter (1997) (Capcom)
  - Marvel vs. Capcom: Clash of Super Heroes (1998) (Capcom)
  - Marvel vs. Capcom 2: New Age of Heroes (2000) (Capcom)
  - Marvel vs. Capcom 3: Fate of Two Worlds (2010) (Capcom)
  - Ultimate Marvel vs. Capcom 3 (2011) (Capcom)
  - Marvel vs. Capcom: Infinite (2017) (Capcom)
- SNK vs.
  - SNK vs. Capcom: The Match of the Millennium (1999) (SNK)
  - Capcom vs. SNK: Millennium Fight 2000 (2000) (Capcom)
  - Capcom vs. SNK 2 (2001) (Capcom)
  - SNK vs. Capcom: SVC Chaos (2003) (SNK)
- Tekken vs.
  - Street Fighter X Tekken (2012) (Capcom)
  - Tekken X Street Fighter (Namco)

- Super Smash Bros.
  - Super Smash Bros. for Nintendo 3DS / for Wii U : Ryu apparaît en tant que personnage jouable par contenu téléchargeable payant.
  - Super Smash Bros. Ultimate : Ryu et Ken apparaissent en tant que personnage déblocable.

### JeuxStreet Fighterd'un autre genre
- Super Puzzle Fighter II X (Japon) / Super Puzzle Fighter II Turbo (jeu de puzzle)
- Pocket Fighter (Japon) / Super Gem Fighter Mini Mix
- Street Fighter II: Movie (Japon) (dessin animé interactif tiré du film d'animation, où on joue le rôle d'un cyborg)
- Namco x Capcom (2005) (Tactical RPG développé par Monolith Soft, incluant les personnages des jeux appartenant à Namco et Capcom.)

### Versions non officielles deStreet Fighter II
En 1992, à la suite du succès colossal de Street Fighter II, est apparue toute une gamme de versions modifiées sans autorisation. Les modifications ajoutées incluent entre autres la possibilité de déclencher les coups spéciaux en l'air, une accélération parfois vertigineuse de la vitesse de jeu, la possibilité de changer de personnage pendant le combat, la possibilité d'enchaîner plusieurs coups spéciaux l'un après l'autre, l'extension de la portée de certains coups spéciaux (comme le dragon punch de Ken ou le hurricane kick de Ryu), la modification de la trajectoire des boules de feu (souvent en onde), l'arrivée des boules de feu pour tous les personnages, etc.)
- Street Fighter II': Champion Edition (Accelerator Pt.II) par Testron
- Street Fighter II': Champion Edition (Kouryu) par Yu
- Street Fighter II': Champion Edition (Rainbow) par Hung Hsi
- Street Fighter II': Champion Edition (Red Wave)
- Street Fighter II': Champion Edition (YYC) par HCR

## Ventes
Tous styles confondus, la série Street Fighter est l'une des séries de jeux de combat les plus populaires de tous les temps avec plus de 27 millions d'exemplaires vendus en 2009. La moûture originale de Street Fighter II comptabilise 6,3 millions d'unités vendues à elle seule, suivie par Super Street Fighter II Turbo avec 4,1 millions d'exemplaires vendus. Street Fighter IV avec 2,5 millions d'exemplaires. Le titre qui introduisit Akuma s'est placé 8e meilleure vente Capcom dans un classement corporatif des ventes de titre individuel opéré par la firme nippone en 2009. Aujourd'hui, le cinquième opus a dépassé l'ensemble avec 7,4 millions d'unités du jeu vendues, faisant de Street Fighter V le titre le plus vendu de la franchise et le 11e jeu le plus vendu de la firme, après Monster Hunter: World, Resident Evil 2 et Devil May Cry 5.

## Produits dérivés

### Cinéma
Un film d'animation est sorti au cinéma :
- 1994 : Street Fighter II, le film (Street Fighter II : The Animated Movie) de Gisaburō Sugii, avec Kojiro Shimizu, Kenji Haga

Deux adaptations en prise de vues réelles sont sorties au cinéma :
- 1994 : Street Fighter - L'Ultime Combat de Steven E. de Souza, avec Raúl Juliá, Jean-Claude Van Damme, Kylie Minogue, Ming-Na
- 2009 : Street Fighter - La légende de Chun-Li (Street Fighter: The Legend of Chun-Li) d'Andrzej Bartkowiak, avec Kristin Kreuk, Moon Bloodgood, Michael Clarke Duncan, Neal Mc Donough

Par ailleurs, le film Niki Larson de Wong Jing, avec Jackie Chan, réalisé en 1992, contient un passage parodique reprenant des personnages de Street Fighter. C'est sans doute le succès de cette scène qui a poussé le réalisateur à sortir Future Cops l'année suivante[réf. nécessaire].

### OAV
Il existe plusieurs OAV dérivés de Street Fighter :
- 1999 : Street Fighter Alpha (Street Fighter Zero)
- 2005 : Street Fighter Alpha: Generations (Street Fighter Zero 2)
- 2009 : Street Fighter IV: The Ties That Bind (新たなる 絆, Aratanaru Kizuna)
- 2010 : Super Street Fighter IV (OAV)

### Séries télévisées
Deux séries animées ont été produites :
- 1995 - 1997 : Street Fighter (26 épisodes)
- 1995 : Street Fighter 2 V (29 épisodes)

Plus tard, deux séries en prise de vues réelles ont été réalisées :
- 2014 : Street Fighter: Assassin's Fist de Joey Ansah, avec Mike Moh, Christian Howard, Joey Ansah
- 2016 : Street Fighter: Resurrection du même auteur, avec Mike Moh, Christian Howard, Alain Moussi, Silvio Simac

### Bandes dessinées et mangas
Il existe une courte série de bande dessinée :
- 1993 : Street Fighter (3 volumes) par Malibu comics

Deux mangas sont aussi sortis :
- Masaomi Kanzaki, Street Fighter II, Glénat, 1995
- Masahiko Nakahira, Super Street Fighter II Cammy

### Jeu de société
- Street Fighter II (1994), publié par Milton Bradley Company. De 2 à 4 joueurs pour une durée de 30 minutes.

### Jeu de rôle
- Street Fighter (1994), de Bill Bridges, Andrew Greenberg, Mike Tinney, Stephan Wieck.